# オーロラ (キンギョ)
オーロラは、キンギョの一品種である。

## 概要
江戸地金との違いは、各ヒレが長く伸びることで、これが特徴と言える。

## 歴史
シュブンキンとエドジキンの交配で川原やどるにより近年生み出されたキンギョである。当初は平成になって誕生した金魚であり、平成1号と呼ばれていたが、アクア雑誌の女性記者に「オーロラのような輝きのある金魚ですね」と言われたことで名前を変えた経緯がある。

## 特徴
見た目はシュブンキンに近いが、尾は四つ尾であり、成長するに従い、更に大きく長く伸びるひれが特徴。流通量はかなり少ないため、非常に珍しい品種。似たタイプにはイギリスのブリストル地方で飼育されているブリストルシュウブンキン、国内ではスエヒロニシキがいる。

## 飼育
飼育はジキンのように人工着色をする必要がなく、個体を傷つけることはほとんどないのでワキン系の金魚と同じ要領で飼育は可能である。